# La Guerre des Demoiselles
La Guerre des Demoiselles és una pel·lícula francesa dirigida per Jacques Nichet i estrenada el 1983.

## Argument
El 1830 s'aprova un nou codi forestal que impedeix sobreviure als habitants de l'Arieja. Per combatre la legislació, els habitants organitzen atacs nocturs als carboners o amos de forges que ataquen els boscos disfressats de dones. El líder de la revolta, conegut amb el sobrenom de Sardanapale, és protegit per la població local. El nou jutge de Sent Gironç, malgrat les pressions dels industrials que exigeixen un escarment, es nega a condemnar-lo perquè el considera inofensiu. Però quan aquest incendia deliberadament el tribunal esdevé un heroi popular i el jutge ha de dimitir.

## Repartiment
- Jean-Paul Roussillon : el jutge
- Roger Souza : el secretari
- Jean-Quentin Châtelain : Sardanàpal
- Gilbert Gilles
- Albert Icart
- Jean-Louis Benoît
- Anne Clément

## Seleccions
- Festival Internacional de Cinema de Sant Sebastià 1983[2]
- Festival de films Résistances 2011[3]